# S.A.C. Capital Advisors
S.A.C. Capital Advisors, L.P. var en amerikansk multinationell hedgefond som förvaltade ett kapital på 15 miljarder amerikanska dollar för år 2013.
Företaget grundades 1992 av Steven A. Cohen efter att ha arbetat för investmentbanken Gruntal & Co. mellan 1978 och 1992. 2009 fick Cohen juridiska problem med sin första fru som han skilde sig ifrån 1990, och där hon hävdade att hedgefonden var byggt på svindlerier och insiderbrott. 2014 utfärdade den amerikanska tillsynsmyndigheten United States Securities and Exchange Commission (SEC) 900 miljoner dollar i böter för hedgefonden samt att S.A.C. tvingades betala ytterligare 900 miljoner dollar i skadestånd i civilmål. Cohen själv blev aldrig åtalad och han valde att starta en ny hedgefond med namnet Point 72 Asset Management samma år. Två år senare upplöstes S.A.C. Capital Advisors.
Huvudkontoret låg i Stamford i Connecticut.